# Clematis crassifolia
Clematis crassifolia är en ranunkelväxtart som beskrevs av George Bentham. Clematis crassifolia ingår i släktet klematisar, och familjen ranunkelväxter. Inga underarter finns listade i Catalogue of Life.